# 연수초등학교
연수초등학교(連守初等學校)는 충청북도 충주시에 있는 공립 초등학교이다.

## 학교 연혁
- 1993년 5월 27일: 설립승인
- 1994년 3월 1일: 개교
- 1996년 3월 1일: 연수초등학교로 개칭
- 1996년 10월 15일: 교육부지정 공동체 운영 시범학교 운영보고회
- 1999년 6월 22일: 교육부지정 인성교육 시범학교 운영보고회
- 2006년 12월 19일: 교육부지정 사회복지사활용 정책연구학교 운영보고회
- 2008년 3월 1일: 교육복지투자우선지역지원사업 학교 운영
- 2009년 11월 5일: 충청북도교육청지정 교육복지 시범학교 운영보고회
- 2014년 3월 1일: 교육부요청 충청북도교육청지정 탈북학생교육 정책연구학교
- 2015년 3월 1일: 15학급 편성(특수1학급 포함)

## 참고 자료
- 연수초등학교 - 한국교육학술정보원 학교알리미